# Griptonite Games
Griptonite Games är en amerikansk datorspelsutvecklare. Företaget ligger i Kirkland, Washington och är en del av Foundation 9 Entertainment. Företaget var även tidigare en del av Amaze Entertainment. Företaget fokuserar på spel i många olika spelkonsoler, i synnerhet till Game Boy Color, Game Boy Advance och Nintendo DS.

## Speltitlar
| Speltitel                                      | Datum | Format                                    |
| ---------------------------------------------- | ----- | ----------------------------------------- |
| NHL Hockey                                     | 1995  | Sega Game Gear                            |
| All-Star Baseball 2001                         | 2000  | Game Boy Color                            |
| Harry Potter och de vises sten                 | 2001  | Game Boy Color, Game Boy Advance          |
| The Lord of the Rings: The Two Towers          | 2002  | Game Boy Advance                          |
| Harry Potter och Hemligheternas kammare        | 2002  | Game Boy Color                            |
| The Sims Bustin' Out                           | 2003  | Game Boy Advance                          |
| Daredevil                                      | 2003  | Game Boy Advance                          |
| The Lord of the Rings: The Return of the King  | 2003  | Game Boy Advance                          |
| James Bond 007: Everything or Nothing          | 2003  | Game Boy Advance                          |
| Crushed Baseball                               | 2004  | Game Boy Advance                          |
| Harry Potter och fången från Azkaban           | 2004  | Game Boy Advance                          |
| The Lord of the Rings: The Third Age (GBA)     | 2004  | Game Boy Advance                          |
| The Urbz: Sims in the City                     | 2004  | Nintendo DS, Game Boy Advance             |
| Digimon Racing                                 | 2004  | Game Boy Advance                          |
| Lego Star Wars: The Video Game                 | 2005  | Game Boy Advance                          |
| Robots                                         | 2005  | Nintendo DS, Game Boy Advance             |
| Berättelsen om Narnia: Häxan och lejonet       | 2005  | Nintendo DS, Game Boy Advance             |
| The Sims 2                                     | 2005  | Nintendo DS, Game Boy Advance             |
| Pirates of the Caribbean - Död mans kista      | 2006  | Nintendo DS, Game Boy Advance             |
| Ice Age 2                                      | 2006  | Game Boy Advance                          |
| Bionicle Heroes                                | 2006  | Nintendo DS, Game Boy Advance             |
| Eragon                                         | 2006  | Nintendo DS, Game Boy Advance             |
| Lego Star Wars II: The Original Trilogy        | 2006  | Nintendo DS, Game Boy Advance             |
| Pirates of the Caribbean - Vid världens ände   | 2007  | Nintendo DS                               |
| The Legend of Spyro: The Eternal Night         | 2007  | Game Boy Advance                          |
| The Simpsons Game                              | 2007  | Nintendo DS                               |
| Disney Friends                                 | 2008  | Nintendo DS                               |
| Chimps Ahoy!                                   | 2008  | Iphone                                    |
| Ben Stein: It's Trivial                        | 2008  | Iphone                                    |
| Age of Empires: Mythologies                    | 2008  | Nintendo DS                               |
| Neopets Puzzle Adventure                       | 2008  | Nintendo DS                               |
| Spider-Man: Web of Shadows                     | 2008  | Nintendo DS                               |
| Mystery Case Files: MillionHeir                | 2008  | Nintendo DS                               |
| X-Men Origins: Wolverine                       | 2008  | Playstation Portable, Nintendo DS         |
| Assassin's Creed: Bloodlines                   | 2009  | Playstation Portable                      |
| Till vildingarnas land                         | 2009  | Nintendo DS, Playstation 3, Xbox 360, Wii |
| Spider-Man: Shattered Dimensions               | 2010  | Nintendo DS                               |
| Ben 10 Ultimate Alien: Cosmic Destruction      | 2010  | Nintendo DS                               |
| Marvel Super Hero Squad: The Infinity Gauntlet | 2010  | Wii, Playstation 3, Xbox 360              |
| Green Lantern: Rise of the Manhunters          | 2011  | Nintendo DS                               |